# پادن، میسیسیپی
پادن (به انگلیسی: Paden) روستایی در ایالت میسیسیپی کشور ایالات متحده آمریکا است که جمعیت آن در سرشماری سال ۲۰۱۰ میلادی، ۱۱۶ نفر بوده‌است.